# 科尔涅利角
科尔涅利角（俄语：Мыс Корнелия）或瓦白岬（日语：／）是萨哈林岛南部的海角，属科尔萨科夫区，向南13公里是帕夫洛维奇角，向西南10公里是穆拉莫尔内角，向东北10公里是葉夫斯塔菲角。